# Sedgwick-Gletscher
Der Sedgwick-Gletscher ist ein Gletscher auf der Alexander-I.-Insel vor der Westküste der Antarktischen Halbinsel. Er fließt vom Mount Stephenson in der Douglas Range in östlicher Richtung zum George-VI-Sund, den er unmittelbar nördlich des Mount King erreicht.
Erste Vermessungen nahmen 1936 Wissenschaftler der British Graham Land Expedition (1934–1937) unter der Leitung des australischen Polarforschers John Rymill vor. Der Falklands Islands Dependencies Survey (FIDS) wiederholte dies detaillierter im Jahr 1948. Namensgeber ist der britische Geologe Adam Sedgwick (1785–1873), der von 1818 bis zu seinem Tod an der University of Cambridge tätig war.